# Clarissa Claretti
Clarissa Claretti (* 7. Oktober 1980 in Fermo) ist eine ehemalige italienische Leichtathletin.
Claretti gewann 2002 als Nachfolgerin von Ester Balassini ihren ersten italienischen Meistertitel im Hammerwurf. Bei den Europameisterschaften 2002 erreichte sie auf Anhieb das Finale und belegte mit 66,25 Metern den achten Platz, zwei Plätze hinter Balassini. 2003 gewann sie erneut den Landesmeistertitel, schied aber bei den Weltmeisterschaften 2003 genauso in der Qualifikation aus wie ein Jahr später bei den Olympischen Spielen. Erst bei den Weltmeisterschaften 2005 stand sie wieder in einem internationalen Finale und belegte den neunten Platz, im gleichen Jahr warf sie den Hammer mit 70,59 Meter erstmals über die Siebzig-Meter-Marke. 2006 gewann sie ihren dritten Landesmeistertitel in Italien, dem 2007 und 2008 weitere Titel folgten. Bei den Europameisterschaften 2006 warf sie den Hammer auf 69,78 Meter und belegte den siebten Platz. Mit 70,74 Meter belegte sie auch bei den Weltmeisterschaften 2007 den siebten Platz. Am 19. Juli 2008 warf sie den Hammer in Cagliari auf 72,46 Meter, ihre bisherige Bestweite. Bei den Olympischen Spielen 2008 erzielte sie 71,33 Meter, damit erreichte sie zum dritten Mal hintereinander den siebten Platz beim Saisonhöhepunkt. Diese Serie riss bei den Weltmeisterschaften 2009, wo sie mit 71,56 Meter den achten Platz belegte. Bei einer Körpergröße von 1,70 Meter betrug ihr Wettkampfgewicht 70 Kilogramm.
Im April 2010 heiratete sie den Ingenieur Gianni Senzacqua.